# معبد کاستور و پولوکس
معبد کاستور و پولوکس (ایتالیایی: Tempio dei Dioscuri) یک معبد رومی باستانی که در فروم رم واقع شده‌است. در اسطوره‌ها آمده که کاستور و پولوکس به رومیان یاری رساندند تا در نبرد دریاچه رگیلوس بر لاتینان پیروز شوند. برای همین، آئولوس پستومیوس، دیکتاتور و سردار رومیان در آن جنگ، معبدی نذرشان کرد. این معبد پس از مرگ دیکتاتور و به‌توسط پسرش (که بدین منظور به‌عنوان دوئوم‌ویر نصب شده بود) در فروم یا همان میدان اصلی روم بنا و افتتاح شد.